# 이행기
이행기(履行期)는 채무자가 차용금을 갚거나 판 물건을 인도하는 등의 채무의 이행(변제)을 하지 않으면 안되는 시기이다. 변제기라고도 하며 실제로 이행하는 시점을 말하는 이행시와는 다르다.
정당한 이유도 없이 이행기에 이행하지 아니하면 채무 불이행, 특히 이행지체의 책임을 지지 않으면 아니된다. 이행기는 계약을 체결할 당시에 결정하는 것이 보통이지만 법률에 규정되어 있는 경우도 적지 아니하다(603조 2항, 613조, 698조 단서). 또한 민법은 ① 이달 말이라고 하는 식으로 기한을 확실히 정한 경우(確定期限附 債務), ② 내가 죽는 때라고 하는 식으로 기한을 일단 정하기는 하였으나 도래시기가 확실하지 아니한 경우(不確定期限附 債務), ③ 전혀 이행기를 정하지 아니하고 계약한 경우(기한을 정하지 아니한 채무)의 셋으로 나누어서 언제부터 이행지체로서의 책임이 생기느냐에 대하여 규정을 두고 있다(387조). 예를 들면 이달 말에 물건을 넘긴다고 약속한 경우, 월말이 지났을 때는 채권자가 재촉하지 아니하더라도 이행지체가 된다. 또한 교통사고를 일으켜서 손해배상을 하게 되는 불법행위상의 채무는 그 발생과 동시에 이행기도 도래한다고 생각되고 있다.